# Guavina-do-Atlântico
A guavina-do-atlântico (Dormitator maculatus), é uma espécie de peixe de água salobra e salgada da família Eleotridae. São comumente confundidos com os góbios, peixes da família Gobiidae, por conta de seu formato de corpo similar com os peixes desta família.

## Etimologia
A etimologia de Dormitator, vem do latim, dormire, que significa dormir, já o epíteto maculatus, significa pintado ou manchado, fazendo referência a sua mancha azulada localizada atrás de suas brânquias.

## Biologia
É um peixe extremamente calmo, vivendo próximo ao substrato arenoso ou lodoso entre raízes de mangue ou algas. Seu principal habitat são os manguezais costeiros e estuários de água salobra e salgada, podendo chegar a habitar costões rochosos e zonas intertidais próximas a fozes de rios.

## Distribuição
É nativo de toda costa atlântica das Américas, dês da Carolina do Norte, EUA até o Brasil, incluindo as ilhas do Caribe.